# Royal Rumble (1988)
Royal Rumble (1988) — первое в истории рестлинг-шоу Royal Rumble, организованное World Wrestling Federation (WWF, ныне WWE). Оно состоялось 24 января 1988 года на арене Copps Coliseum в Гамильтоне, Онтарио. В отличие от последующих Royal Rumble, это событие не было показано на платной основе (PPV), а стало телевизионным спецвыпуском, показанным по USA Network. Однако в 2014 году WWE Network включила это событие наряду с остальными Royal Rumble в раздел PPV.
На шоу было проведено четыре матча. Главным событием был матч «две победы из трёх», в котором «Островитяне» (Хаку и Тама) победили «Молодых жеребцов» (Пол Рома и Джим Пауэрс).

## Результаты
| № | Матч | Тип матча                                                       | Время |
| - | --- | --------------------------------------------------------------- | ----- |
| 1 | Рикки «Дракон» Стимбот победил Рика Руда по дисквалификации                                                                           | Матч один на один                                               | 17:39 |
| 2 | «Прыгающие Бомбы-Ангелы» (Ицуки Ямадзаки и Норийо Татено) победили «Гламурных Девочек» (Джуди Мартин и Лейлани Кай) (с Джимми Хартом) | Матч «2 победы из 3-х» за титул женских командных чемпионов WWF | 15:40 |
| 3 | «Ножовка» Джим Дагган победил, выкинув последним Сам себе банду                                                                       | Матч «Королевская битва» 20-ти рестлеров                        | 33:25 |
| 4 | «Островитяне» (Хаку и Тама) победили «Молодых жеребцов» (Пол Рома и Джим Пауэрс)                                                      | Матч «2 победы из 3-х»                                          | 14:59 |

### Матч «Королевская битва»
Рестлеры выходили каждые 2 минуты.
| №  | Рестлер               | № вылета | Кем выбит                             | Время |
| -- | --------------------- | -------- | ------------------------------------- | ----- |
| 1  | Брет Харт             | 8        | Доном Мурако                          | 25:44 |
| 2  | Тито Сантана          | 2        | Бретом Хартом и Джимом Нэйдхартом     | 10:43 |
| 3  | Бутч Рид              | 1        | Джейком Робертсом                     | 3:28  |
| 4  | Джим Нейдхарт         | 6        | Хиллбилли Джимом                      | 19:13 |
| 5  | Джэйк Робертс         | 10       | Одиноким Бандитом                     | 21:59 |
| 6  | Харли Рейс            | 4        | Доном Мурако                          | 10:12 |
| 7  | Джим Брунзелл         | 5        | Николаем Волковым                     | 12:12 |
| 8  | Сэм Хьюстон           | 7        | Роном Бассом                          | 14:44 |
| 9  | Дэнни Дэвис           | 13       | Джимом Дагганом                       | 18:00 |
| 10 | Борис Жуков           | 3        | Джейком Робертсом и Джимом Брунзеллом | 2:41  |
| 11 | Дон Мурако            | 17       | Одиноким Бандитом                     | 16:32 |
| 12 | Николай Волков        | 11       | Джимом Дагганом                       | 11:43 |
| 13 | «Ножовка» Джим Дагган | -        | Победитель                            | 15:20 |
| 14 | Рон Басс              | 16       | Доном Мурако                          | 10:25 |
| 15 | Брайан Б. Блэр        | 9        | Одиноким Бандитом                     | 5:57  |
| 16 | Хиллбилли Джим        | 12       | Одиноким Бандитом                     | 6:02  |
| 17 | Дино Браво            | 18       | Одиноким Бандитом                     | 8:21  |
| 18 | Последний Воин        | 14       | Одиноким Бандитом и Дино Браво        | 3:58  |
| 19 | Сам себе банда        | 19       | Джимом Дагганом                       | 7:06  |
| 20 | Помойный пёс          | 15       | Роном Бассом                          | 2:18  |

## Остальные
| Комментаторы - Винс Макмэн - Джесси Вентура Судьи - Дэйв Хебнер - Эрл Хебнер - Джо Марелла | Интервьюеры - Джин Окерланд - Грэг ДеДжордж Так же - Говард Финкель — Аннонсер - Джэк Танни — Президент |